# Mord ohne Leiche
Mord ohne Leiche bezeichnet einen Indizienprozess, der zur Anklage bzw. Verurteilung des Angeklagten führt, obwohl das Tatopfer als Beweismittel nicht gefunden wurde.
Bekannte Beispiele aus Deutschland sind:
- Der Fall Otto-Erich Simon.
- Der Todesfall Rudolf Rupp. Das Gericht fällte aufgrund erzwungener Geständnisse sein Urteil.
- Die hochschwangere 17-jährige Maike T. verschwand im Juli 1997 spurlos, nachdem sie einen Termin im Krankenhaus in Hennigsdorf wahrgenommen hatte. Im Jahr 2016 wurden Maikes Exfreund und dessen Mutter zu einer lebenslangen Haftstrafe verurteilt. Demnach sah es das Gericht als erwiesen an, dass ein Auftragsmörder engagiert wurde.[5][6]
- Die 37-jährige Karen G. und ihre sieben Monate alte Tochter Clara verschwanden im Juni 2006 aus Hannover. Der Kindsvater wurde wegen Mordes an beiden verurteilt und äußerte sich bis zu seinem Tod 2012 nicht zum Verschwinden der beiden.[7][8][9][10][11]
- Die 14-jährige Georgine K. verschwand im September 2006 in Berlin-Moabit. Im März 2020 wurde ein Nachbar zu einer lebenslangen Haft verurteilt.[12][13][14]
- Die aus Vietnam stammende Thi L. verschwand im Juli 2014 aus Durlach. Ihr Ehemann wurde wegen Totschlags verurteilt.[15]
- Anna S. verschwand im Juni 2019. Im Dezember 2020 wurde ihr Exfreund verurteilt: dem Gericht lag Videomaterial vor, woraufhin es eine Verurteilung wegen Mordes aussprach.[16][17]
- Im Juli 2019 verschwanden die 41-jährige Maria G. und ihre 16-jährige Tochter Tatiana aus München. Marias Ehemann wurde im Februar 2021 wegen Totschlags verurteilt, nachdem u. a. Blutspuren in der Wohnung und ein blutverschmierter, zerschnittener Teppich aus der Wohnung im Unterholz des Truderinger Forsts gefunden wurden.[18][19]
- Der 51-jährige Karsten M. verschwand 2021 aus seinem Haus im Liebenburger Ortsteil Groß Döhren. Sein bester Freund, der eine langjährige Affäre mit der Ehefrau von M. hatte, wurde wegen Mordes verurteilt.[20]
- Beim Würmseemord verschwand die 56-jährige Kerstin G. 2022 aus ihrer einzelstehenden Wohnlaube am Würmsee. 2023 verurteilte das Landgericht Hannover einen einschlägig vorbestraften 55-jährigen Mann aus Warburg wegen Mordes unter Feststellung der besonderen Schwere der Schuld, ohne dass die Leiche der verschwundenen Frau bis dahin gefunden wurde.[21] Pilzsammler fanden sie einen Monat später in einem Wald unweit von ihrem Wohnsitz.

Prominente Beispiele aus dem anglo-amerikanischen Rechtskreis sind u. a.:
- Thomas und Jackie Hawks verschwanden 2004 von ihrem Segelschiff. Der US-Schauspieler Skylar Deleon und seine Ehefrau wurden dafür von einem Gericht in Orange County zum Tode verurteilt.[22]
- Der Film Ein Schrei in der Dunkelheit erzählt von der Verurteilung einer Mutter für das Verschwinden ihrer Tochter in Australien, das erst nach Jahren einem Dingo angelastet wurde.[23]
- John George Haigh löste seine Opfer in Schwefelsäure auf und wurde 1949 hingerichtet.
- Der britische Rucksackreisende Peter Falconio ist seit Juli 2001 verschwunden; verurteilt wurde Bradley John Murdoch († 2025[24]).[25]
- Hans Reiser wurde nach dem Verschwinden seiner Frau 2008 zunächst wegen Mordes (first degree murder) angeklagt und bekannte sich danach schuldig, um eine mildere Strafe wegen second degree murder zu erhalten.[26]
- Die fünfjährige April Sue-Lyn Jones verschwand am 1. Oktober 2012 in Wales. Mark Bridger wurde dafür zu einer lebenslangen Haft verurteilt.[27]